# Emausaurus ernsti
Emausaurus ernsti es la única especie conocida del género extinto  Emausaurus  (“lagarto de E.M.A.U.”) de dinosaurio tireóforo, que vivió a principios de periodo Jurásico, hace aproximadamente 185 millones de años, en el Toarciano, en lo que hoy es Europa.

## Descripción
La longitud corporal del holotipo de Emausaurus se ha estimado en alrededor de 2 metros sin embargo representó a un individuo juvenil. Un Emausaurus adulto era un pequeño dinosaurio acorazado, que media 4 metros de largo y 0,70 de alto con un peso de 30 kilogramos. Se conoce  por un cráneo, mandíbulas inferiores y restos postcraneales parciales, aunque solo el cráneo se conoce bien. Cuando caminaba mantenía la cola erguida. La pequeña cabeza terminaba en un pico córneo, con dientes en forma de hoja, que le permitían desgajar los brotes y plantas bajas. Como el Scelidosaurus, tenía una armadura protectora, una piel muy dura remachada con escamas redondas y fuertes. La armadura incluye tres escudos cónicos y un elemento alto y espinoso.

## Descubrimiento e investigación
Emausaurus se encontró en Alemania en Bituminosen Schiefer, Mecklenberg-Vorpommern. La especie tipo, Emausaurus ernsti, fue formalizado por Haubold en 1991. El nombre de género, EMAU, es un acrónimo para Ernst Moritz Arndt University. El nombre específico también es en honor a la universidad. El nombre específico se deriva del nombre del geólogo Werner Ernst, quien encontró el fósil, holotipo SGWG 85, en el verano de 1963 en un lago cerca de Grimmen, en estratos que datan del Toarciano.

## Clasificación
Los análisis cladístico mostraron que Emausaurus era un miembro basal de Thyreophora, más derivado que Scutellosaurus, pero menos que Scelidosaurus.